# منطقه تجارت آزاد
منطقه تجارت آزاد منطقه‌ای است مشتمل بر یک بلوک تجاری که کشورهای عضو آن با هم معاهدهٔ تجارت آزاد امضا کرده باشند. در این گونه موافقتنامه‌ها، قرارداد برای همکاری بین دستکم دو کشور به منظور کاهش موانع تجاری - از قبیل تعیین تعرفه و سهمیه واردات - و افزایش مبادلهٔ کالا و خدمات بین طرفین امضا می‌گردد. اگر در کنار این نوع قراردادها، مردم کشورهای عضو نیز اجازهٔ رفت‌وآمد آزادانه به خاک دیگر کشورهای عضو را داشته باشند به این موافقتنامه، مرز باز گفته می‌شود. این قراردادها را می‌توان مرحلهٔ دوم ادغام اقتصادی تلقی کرد.